# بییک
بییک (انگلیسی: Beeac) شهری است در منطقه غربی، ویکتوریا استرالیا. این شهر در ساحل دریاچه آب شور دریاچه بییک قرار دارد و دارای یک دولت محلی است، ۱۶۰ کیلومتری جنوب غربی پایتخت واقع شده‌است. در سرشماری سال ۲۰۱۶ میلادی، بییک ۳۷۰ نفر جمعیت داشته‌است.

## شهر امروز
این شهر در ارتباط با شهر ایروارا در همسایگی باشگاه تیم فوتبال استرالیا قرار دارد که در رقابت‌های لیگ فوتبال کولاک و منطقه ای رقابت می‌کند.
گلف بازان در دوره بازی‌های باشگاه گلف بیوک در مینگاوالا بازی می‌کنند